# 플로베르의 앵무새
《플로베르의 앵무새Flaubert's Parrot》는 줄리언 번스의 소설로 1984년 부커상 후보에 올랐다. 이 소설은 아마추어 플로베르 연구가인 제프리 브레이스웨이트가 위대한 작가에게 영감을 준 박제된 앵무새의 행방을 추적하는 가운데 플로베르의 삶에 대해, 그리고 자신의 삶에 대해 행하는 명상의 형태로 서술된다.

## 줄거리
소설은 은퇴한 홀아비 영국인 제프리 브레이스웨이트가 프랑스를 방문하여 플로베르의 흔적을 찾는 모습을 보여 준다. 플로베르와 연관된 작은 박물관들을 방문하던 제프리는 짧은 기간 플로베르의 책상 위에 놓여 있던 박제된 앵무새를 갖고 있다는 각기 다른 두 사람을 만난다. 어느 쪽이 진짜인지 알아내려고 하는 가운데 제프리는 결국 어느 것도 진짜가 아니며 플로베르의 앵무새는 어느 프랑스 박물관에 소장되어 있는 수백 개의 박제 앵무새 중 하나일 것이라는 것을 알게 된다.
내러티브의 주 초점은 이 앵무새를 추적하는 것이지만 많은 장이 이 줄거리와 독립적으로 구성되어 있다. 거기서 다뤄지는 내용은 플로베르의 애정 생활과 그것이 어떤 방식으로 기차에, 플로베르의 작품에 등장하는 동물의 형상에, 그리고 자신이 동일시하였던 동물(대체로 곰)에 영향을 받았는가에 대한 제프리의 사색으로 되어 있다.

## 주제
이 소설의 중심 주제는 포스트모더니즘의 대표적인 주제인, '진정한 것을 발견할 수 없음'이다. 예를 들어 소설은 플로베르의 삶을 세 가지 계기로 구분하고 있다. 첫째는 낙관주의적이다(그의 성공, 그의 정복 등등). 둘째는 비관주의적이다(그의 친구와 연인의 죽음, 그의 실패, 지병 등등). 셋째는 그의 인생의 여러 순간에 쓴 일기에서 발췌한 인용문으로 이뤄져 있다. 진정한 플로베르를 발견하려는 시도는 그의 앵무새를 발견하려는 시도와 함께, 헛된 노력이었음이 분명해진다. 이 주제는 엠마 보바리의 눈에 대해 이야기할 때 다시 나타난다. 플로베르는 그녀의 눈동자에 (실수로) 세 가지 다른 색깔을 부여했던 것이다.

## 국내 번역
- 1993년 번역자 미상, 일선기획: 저작권 계약 없이 출간된 듯. ISBN 9788970210131
- 1995년 신재실 옮김, 동연: 줄리언 번스의 홈페이지에는 이 책이 기록되어 있다. ISBN 9788985467056
- 2005년 신재실 옮김, 열린책들: 1995년판의 수정 재출간. 하드커버. ISBN 9788932906034
- 2006년 신재실 옮김, 열린책들: 2005년판과 내용은 동일한 페이퍼백. 조판은 촘촘하게 다시 하여 페이지수가 다르다. 줄리언 번스 연보와 좀 더 상세한 옮긴이 해설이 실려 있다. ISBN 9788932906539